# Amt für Flugsicherung der Bundeswehr
Das Amt für Flugsicherung der Bundeswehr (AFSBw) war eine Dienststelle der Bundeswehr. Fachlich war das AFSBw direkt dem Inspekteur der Luftwaffe unterstellt, truppendienstlich war es bis zum 30. Juni 2013 dem Amtschef des Luftwaffenamtes (LwA) und seit dem 1. Juli 2013 dem Kommando Unterstützungsverbände Luftwaffe (KdoUstgVbdeLw) unterstellt. Zum 30. Juni 2015 wurde das Amt für Flugsicherung der Bundeswehr aufgelöst. Zukünftig werden die Aufgaben der militärischen Flugsicherung im neuen Luftfahrtamt der Bundeswehr und im Zentrum Luftoperationen wahrgenommen.

## Auftrag
Das AFSBw nahm die Fachaufgaben der Militärischen Flugsicherung für die Streitkräfte in Deutschland wahr und war Grundsatzbehörde für die Militärische Flugsicherung, also auch für die Interessenwahrnehmung der in Deutschland stationierten ausländischen Streitkräfte.

## Zivil-militärische Integration der Flugsicherung
Während nach den Bestimmungen der Ressortvereinbarung zwischen dem Bundesministerium für Verkehr, Bau und Stadtentwicklung und dem Bundesministerium der Verteidigung die "örtliche" Militärische Flugsicherung rein in militärischer Hand verbleibt, ist die „überörtliche“ Militärische Flugsicherung in der Aufgabendurchführung im Frieden der DFS Deutsche Flugsicherung GmbH (DFS) in Langen übertragen. Das heißt, dass die Flugsicherungskontrolle militärischer Luftfahrzeuge an den militärischen Flugplätzen und in deren Nahbereich ausschließlich durch aktive Soldaten ausgeübt wird, wogegen, zur Einbringung militärischer Expertise, Soldaten in die DFS beurlaubt sind und dort (neben der Führung zivilen Luftverkehrs) auch für die Kontrolle militärischer Luftfahrzeuge im gesamten Luftraum verantwortlich sind.

## Standort
Der Hauptsitz des Amt für Flugsicherung der Bundeswehr (AFSBw) war die Kaserne im Industriehof im Frankfurter Ortsteil Bockenheim.
Standorte der Flugsicherungssektoren (FSSkt) sind Beek (in den Niederlanden, FSSkt Maastricht), Bremen, Karlsruhe, Erding und Langen.

## Kommandeure
| Name                      | von            | bis            |
| ------------------------- | -------------- | -------------- |
| Oberst Eike Wolf          | 1. Januar 1995 | 31. März 2001  |
| Oberst Rolf Storjohann    | 1. April 2001  | 30. April 2004 |
| Oberst Charles Dvořàk     | 1. Mai 2004    | 31. Juli 2008  |
| Oberst Werner Itzelberger | 1. August 2008 | 30. Juni 2015  |